# R. G. Waldeck
Rosa Goldschmidt Waldeck (n. 24 august 1898 – d. 8 august 1982), născută Rosa Goldschmidt, cunoscută și ca Rosie Waldeck, a fost o scriitoare și jurnalistă americană de origine germană.
S-a născut într-o familie de bancheri evrei din Germania. În 1920 a obtinut titlul de doctor în sociologie la Universitatea din Heidelberg sub conducerea lui Alfred Weber. Dupa o viață aventuroasă, descrisă în Prelude to the Past: The Autobiography of a Woman (1934), s-a stabilit în SUA în primii ani ai deceniului al patrulea și a început o prodigioasă carieră jurnalistică și scriitoricească. Între iunie 1940 și ianuarie 1941 a fost corespondentă a săptămânalului american Newsweek la București, experiență care avea să stea la baza cărții Athene Palace (1942).

## Lucrări
- Prelude to the past; the autobiography of a woman (1934)
- Athene Palace (1942)
- Meet Mr. Blank, The Leader of Tomorrow's Germans (1943)
- Lustre in the Sky (1946)
- The Emperor's Duchess (1948)
- Europe Between The Acts (1951)